# Palazzo Annona
Palazzo Annona o Palazzo dell'Annona (noto anche come Palazzo del Grano) è un palazzo di Rovereto risalente alla metà del XVIII secolo ora sede dalla Biblioteca civica Girolamo Tartarotti e della Biblioteca di Scienze cognitive dell’Università degli Studi di Trento con una sala di lettura per gli studenti.

## Storia dell'edificio

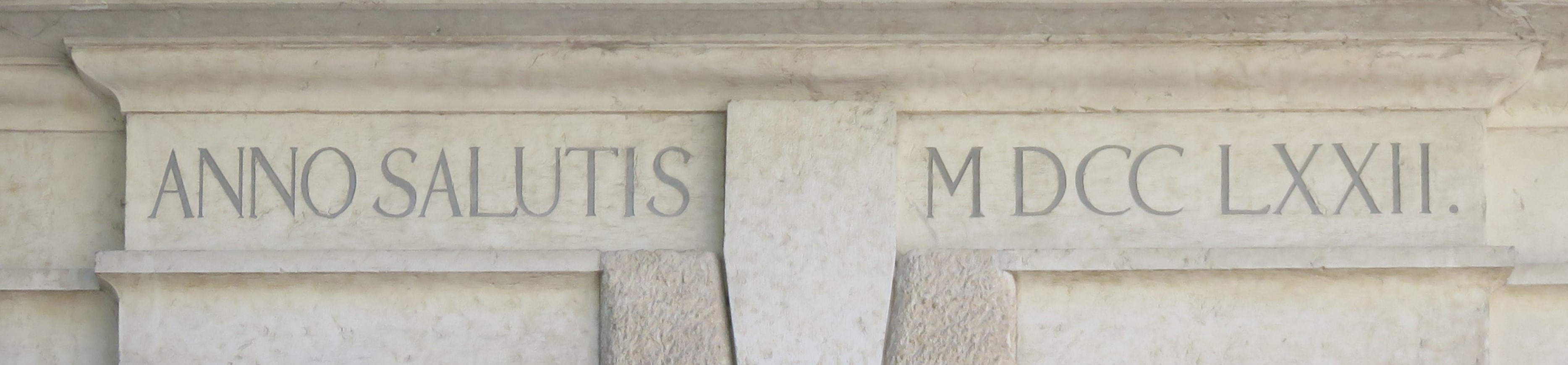
Particolare della scritta su un portale di Palazzo Annona

Su commissione del Comune di Rovereto Ambrogio Rosmini (zio di Antonio) progettò l'edificio verso la metà del XVIII secolo (la scritta ANNO SALUTIS MDCCLXXII incisa su uno dei portali si riferisce all'anno della conclusione dei lavori) pensando ad un suo impiego come deposito di granaglie, ossia come magazeno di grano, quindi come Palazzo del grano, ma non venne mai usato secondo tale scopo.

## Progetto architettonico
Nel 1772 l'accorta imperatrice Maria Teresa letteralmente impone ai notabili roveretani, molto riluttanti, la costruzione di un magazzino pubblico delle granaglie. Con tre ingiunzioni sempre più severe (l'ultima del 28 settembre 1771), dichiara francamente il suo intento di impedire loro di continuare a praticare furbescamente l'aggiotaggio sul grano durante le periodiche emergenze climatiche, militari o sanitarie. 
Il palazzo appare oggi importante per il suo significato storico-artistico.
Il capo maestro Clemente Colomba e il nobile Ambrogio Rosmini architetto dilettante proposero due disegni. Il consiglio civico preferì l'idea di Ambrogio Rosmini. La facciata è dovuta ad una rielaborazione del progetto iniziale attuata in corso d'opera. Si trattò di un miglioramento estetico sistematico e completo, in grado di sopportare futuri nuovi impieghi e fu suddivisa in tre campi, con i due laterali pensati privi di vera sporgenza. In seguito i provveditori ridussero a due gli ingressi da tre che erano e sparirono i finti avancorpi. Rosmini pensò a far coesistere la funzionalità e la solidità.
In seguito si ebbero ulteriori interventi di decorazione che si risolsero in ornati di pietra ed in un robusto cornicione, e per l'occasione Rosmini pensò a due motti: Civitas de suo erigi curavit e Urbem alit et ornat. Entrambi i motti (leggermente polemici) sono stati fatti propri dalla Biblioteca civica Girolamo Tartarotti.
L'edificio venne utilizzato come sede di una scuola agraria e poi divenne una fabbrica di ricami. Vi si tenne, nel 1872 un'esposizione enologica e anche una mostra internazionale legata all'allevamento del baco da seta. poi fu sede del museo civico di Rovereto e dell´Accademia Roveretana degli Agiati. Ospitò, alla fine dell'Ottocento, anche la filiale di una banca austro-ungarica.

## Aspetti architettonici

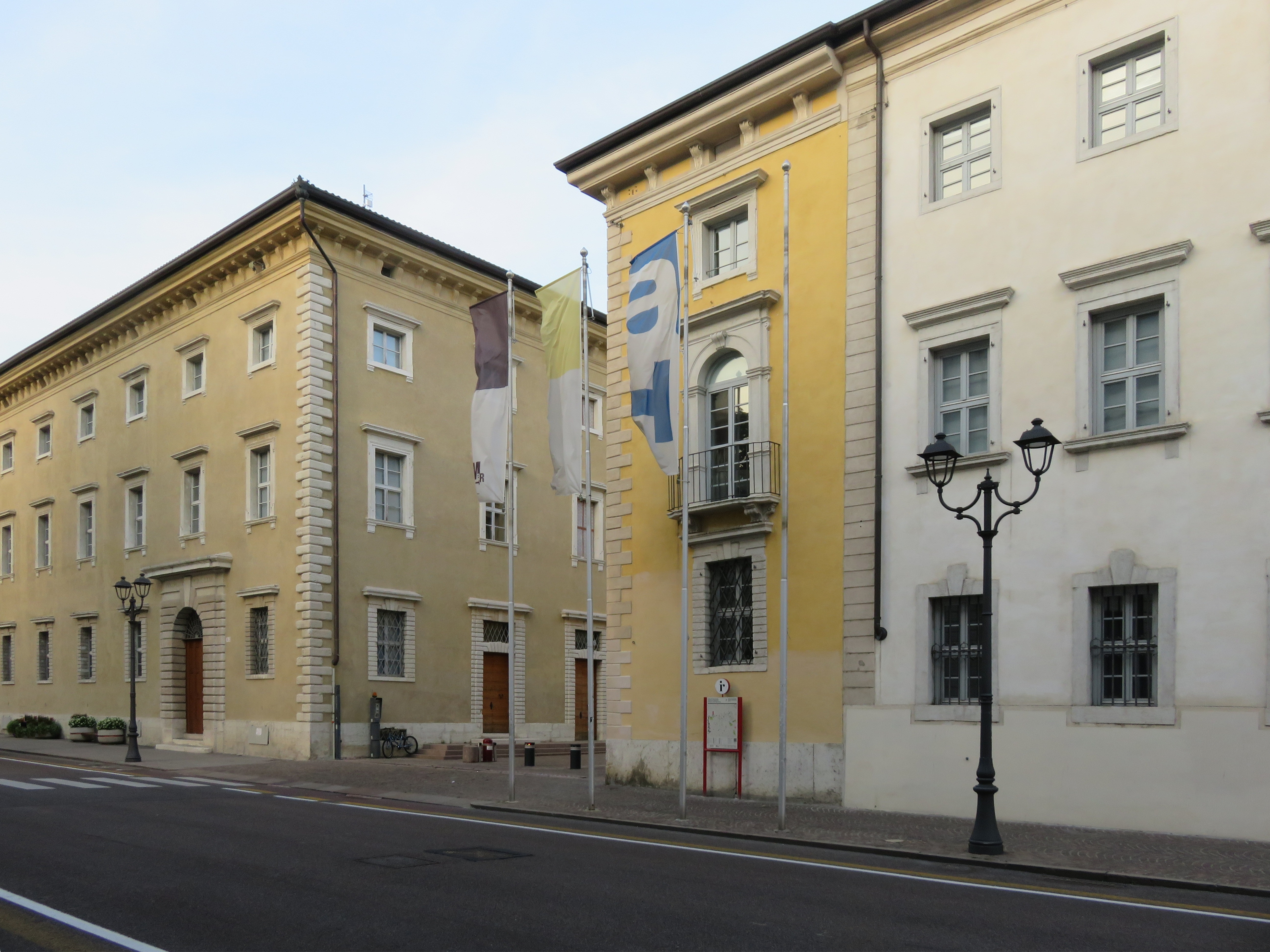
Palazzo Annona da Corso Bettini, a Rovereto. Visibile il prospetto sud, con l'accesso al Mart.

Da dati inerenti agli atti del Consiglio risulta la presenza di due versioni della progettazione; la seconda con notevoli innovazioni rispetto alla prima.
La prima versione rappresentava al piano terra un colonnato esterno ad archi pieni, con lo scopo di offrire al pubblico un passaggio coperto ed insieme conferire a tutto l'edificio un'armonia più ampia e leggera. Il piano superiore era molto semplice, con finestre grandi, rettangolari, a cornici lisce. La scansione delle finestre era data da lesene in corrispondenza del ritmo degli archi al piano terra.
La seconda versione richiese innovazioni riguardanti il sotterraneo, un diverso ornamento della facciata e un dimensionamento inerente alla lunghezza del fabbricato. Il nuovo progetto eliminava il colonnato creando una chiusura perimetrale continua, un'apertura di vani finestra ed un aumento dell'altezza del piano terreno; le finestre avevano cornici bugnate, al piano terra, e lisce ai piani superiori.
La facciata principale presenta due portali in bugnato ricoperti da una piccola sporgenza piatta e classicheggiante. I tre piani principali sono caratterizzati da corrispondenti ordini di finestre che, in particolare quello al piano rialzato, ricordano le decorazioni dei portali. La facciata sud è quella che maggiormente ricorda la principale.
ll piano terreno e il primo piano presentano soffitti con eleganti volte a crociera poggianti su pilastri impernianti, della stessa pietra della facciata. Le scale sono ampie e luminose; le porte interne presentano eleganti stipiti bugnati. Nel sottotetto, dove sono gli uffici, è possibile vedere alcuni tratti del vecchio pavimento in cotto, con le botole, attraverso le quali veniva fatto passare il grano. Il secondo piano ospita i magazzini storici della biblioteca, mentre nell'interrato ha sede il laboratorio arte grafica. Sulla gronda si notano le tracce delle carrucole montacarichi.
L'edificio è stato completamente restaurato nel 2007 per diventare poi parte integrante del polo culturale cittadino.

## Utilizzo

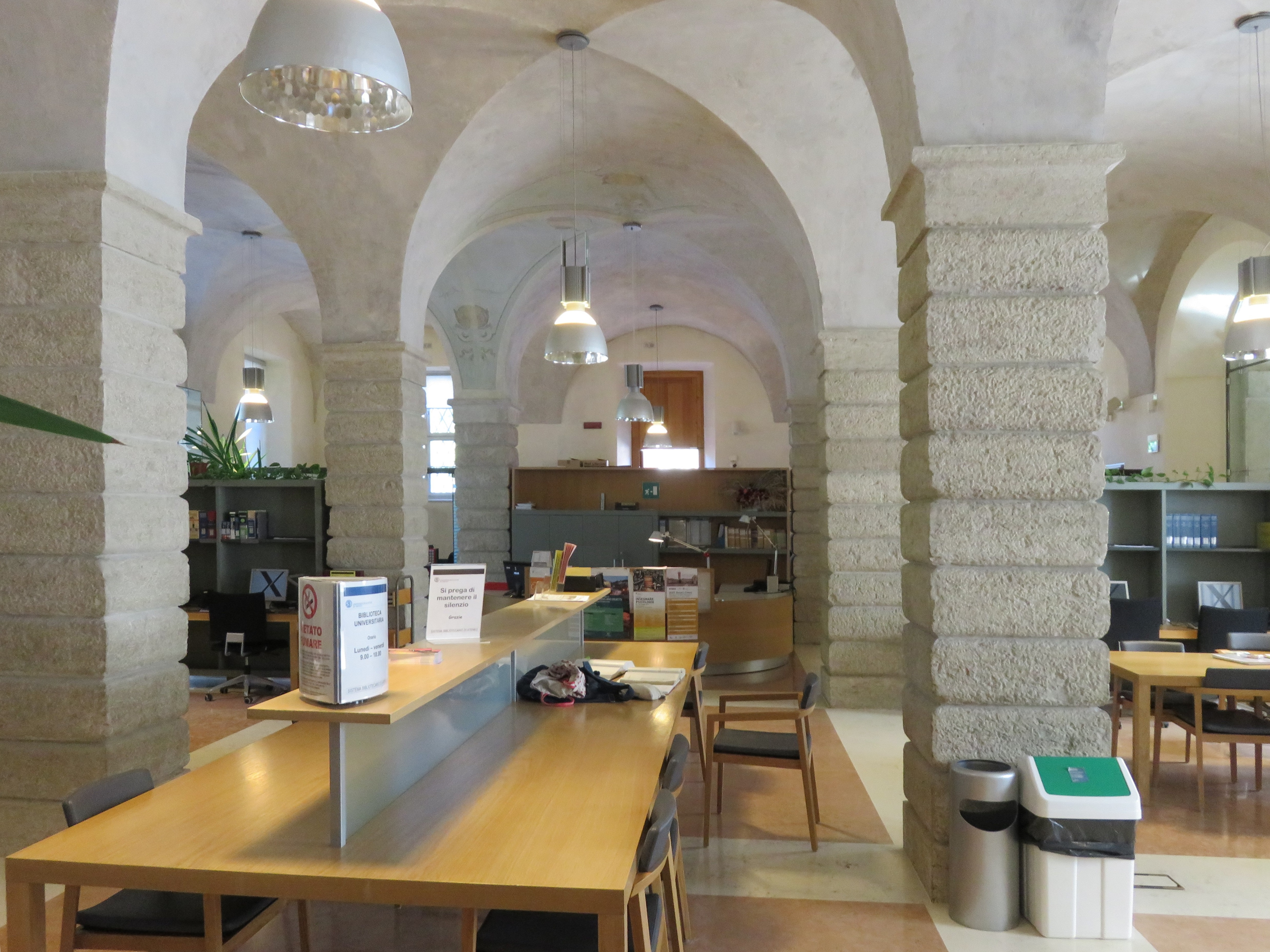
Sala lettura della biblioteca di Scienze cognitive. Da notare la caratteristica struttura a pilastri interni pensata per un edificio destinato a magazzino per grano.

La Biblioteca civica Girolamo Tartarotti è l'ente al quale è maggiormente legato l'uso del palazzo.
L'edificio ospita, nei suoi cinque piani, rispettivamente:
- Piano interrato: Laboratorio Arte Grafica
- Piano rialzato: Biblioteca di Scienze cognitive dell’Università degli Studi di Trento
- Primo piano: Sala di consultazione della biblioteca storica, manoscritti e archivi
- Secondo piano: Biblioteca storica, non aperta al pubblico se non in occasione di visite guidate
- Terzo piano: Uffici.[6]